# Marlon Brown
Marlon Brown (Memphis, 22 aprile 1991) è un giocatore di football americano statunitense che gioca nel ruolo di wide receiver per i Baltimore Ravens della National Football League (NFL). Al college giocò a football all’Università della Georgia.

## Carriera professionistica

### Baltimore Ravens
Dopo non essere stato scelto nel Draft NFL 2013, il 28 aprile Brown firmò con i Baltimore Ravens. Debuttò come professionista partendo come titolare nella settimana 1 e segnando subito un touchdown contro i Denver Broncos. Andò a segnò anche nel turno successivo contro i Cleveland Browns e due settimane dopo contro i Buffalo Bills. Nella settimana 9, ancora contro i Browns, segnò altri due touchdown su ricezione. Nella settimana 14 contro i Minnesota Vikings, Brown stabilì un nuovo primato personale guadagnando 92 yard ma soprattutto ricevette dal quarterback Joe Flacco il passaggio da touchdown della vittoria per 29-26 a 4 secondi dal termine della gara. Per questa prestazione fu premiato come miglior rookie della settimana. Il settimo touchdown stagionale lo segnò nell'ultima gara dell'anno contro i Cincinnati Bengals, stabilendo un nuovo record di franchigia per un rookie. La sua annata si chiuse con 49 ricezioni per 524 yard.

## Palmarès
- Rookie della settimana: 1

14ª del 2013

## Statistiche
| Partite totali      | 14  |
| Partite da titolare | 12  |
| Ricezioni           | 49  |
| Yard ricevute       | 524 |
| Touchdown           | 7   |

Statistiche aggiornate alla stagione 2013